# Овен (село)
Вижте пояснителната страница за други значения на Овен.
Овен е село в Североизточна България. То се намира в община Дулово, област Силистра.